# جونگ سون-مین
جونگ سون-مین (انگلیسی: Jung Sun-min؛ زادهٔ ۱۲ اکتبر ۱۹۷۴)  بازیکن زن بسکتبال اهل کره جنوبی بود. وی در بازی‌های المپیک تابستانی ۱۹۹۶، ۲۰۰۰ و ۲۰۰۸ شرکت کرده‌است.